# Одакселагнија
Одакселагнија је облик парапфилије код које се сексуално узбуђење и постизање оргазма постиже грижењем или угризима друге особе. Одакселагнија се сматра благим обликом садомазохизма. Алфред Кинси је проучавао одакселагнију, извештавајући да је отприлике половина свих испитаних људи доживела сексуално узбуђење од грижења.